# Adamsite-(Y)
La adamsite-(Y) è un minerale.

## Etimologia
Il nome è in onore del geologo canadese Frank Dawson Adams (1859-1942), pioniere nello studio sperimentale delle deformazioni delle rocce.

## Abito cristallino

Struttura dell'adamsite-(Y)